# Conrad III de Baviera
Conrad III (al voltant de 1020 - 5 de desembre de 1055), també conegut com a Cunó o Kunó, fou duc de Baviera de 1049 a 1053. Era membre de la família dels Ezzons, sent els seus pares Liudolf, comte de Zutphen (i fill gran d'Ezzo, comte palatí de Lorena), i Matilde. La seva enumeració és una mica confosa: si es compten els dos reis que foren ducs de Baviera (Conrad I d'Alemanya i II de Francònia, que fou duc del 914 al 918; i Conrad II del Sacre Imperi Romanogermànic que fou duc del 1026 al 1027) li correspondria ser Conrad III; però si no es compten, ja que posseïen el ducat en qualitat de sobirans però no de ducs, llavors seria Conrad I; per això moltes vegades se l'esmenta simplement com Conrad de Zutphen.
Després de divuit mesos de vacant des de la mort d'Enric VII de Baviera, el ducat de Baviera es va cobrir el 2 de febrer de 1049 quan l'emperador Enric III va nomenar Cunó o Conrad que era considerat un possible successor de l'emperador, el qual no tenia fills. No era l'elecció de la noblesa bavaresa, però Enric tenia la intenció de tenir el ducat el més a prop possible de la corona. En això va fracassar, perquè Cunó es va casar en contra dels desitjos de l'emperador amb Judit de Schweinfurt, filla del duc Otó III de Suàbia; també va tractar d'augmentar el seu poder a Baviera i va entrar en conflicte amb Gebhard III, bisbe de Ratisbona. Finalment, va ser convocat per l'emperador a una cort celebrada el Nadal a Merseburg (1052-1053) i allí fou deposat.
Va ser reemplaçat a principis de l'any vinent pel fill nounat (de forma inesperada) d'Enric III, més tard, l'emperador Enric IV. Cunó o Conrad, que no havia arribat a les mans amb el bisbe, va tornar a Baviera i es va rebel·lar aliat amb el rebel duc Welf de Caríntia i Andreu I d'Hongria. Fou abandonat per Welf i va intentar assassinar l'emperador i apoderar-se del tron, però va fracassar.
Va morir a l'exili el 1055. Va ser enterrat a Santa Mariengraden a Colònia el 1063.